# Erich Haake
Erich Haake (* 24. September 1925) ist ein ehemaliger deutscher Fußballtorwart. Von 1954 bis 1956 spielte er für die BSG Chemie bzw. den SC Motor Karl-Marx-Stadt in der DDR-Oberliga, der höchsten Spielklasse im DDR-Fußball.

## Sportliche Laufbahn
Nach dem Ende des Zweiten Weltkriegs gehörte Erich Haake zu der Generation, die den Fußballsport in Chemnitz wiederbelebte. Er machte alle Stationen von der Sportgemeinschaft Nord, über die Betriebssportgemeinschaften (BSG) Fewa und Chemie bis zum Sportclub Motor mit. Während er in der Saison 1950/51 nicht zur 1. Mannschaft der BSG Fewa gehörte, war er dort von der Spielzeit 1951/52 an regelmäßig im Einsatz, bis 1954 in der zweitklassigen DDR-Liga. Als die BSG Chemie Karl-Marx-Stadt (die BSG war in „Chemie“ und Chemnitz in „Karl-Marx-Stadt“ umbenannt worden) 1953/54 den Aufstieg in die DDR-Oberliga schaffte, stand Haake in 25 von 26 Punktspielen im Tor der Karl-Marx-Städter. In den Oberligaspielzeiten 1954/55 und 1956 (Kalenderjahr-Saison) war er mit 47 Einsätzen in 52 Punktspielen unangefochten Torwart Nummer eins der Mannschaft, die 1956 in den neu gegründeten SC Motor Karl-Marx-Stadt übergeleitet worden war. Nach der Saison 1956 beendete Erich Haake seine Laufbahn im höherklassigen Fußball.